# Schroettersche Landesaufnahme
Als Schroettersche Landesaufnahme wird eine Vermessung bezeichnet, die  Ostpreußen und Westpreußen erfasste. Es entstand ein Kartenwerk, das  unter dem Titel „Karte von Ost-Preussen nebst Preussisch Litthauen und West-Preussen nebst dem Netzdistrict. Aufgenommen von 1796 bis 1802“ mit 25 Blättern im Maßstab 1 : 150.000 veröffentlicht wurde. 
Die Reinzeichnungen waren im Sommer 1803 abgeschlossen. Die handschriftliche Originalaufnahme im Maßstab 1 : 50.000 blieb unter Verschluss.
Der Departementsminister Friedrich Leopold Freiherr von Schroetter hatte die Vermessung vorgeschlagen und konzipiert. Die astronomischen Ortsbestimmungen wurden durch Artillerie-Leutnant Johann Christoph von Textor durchgeführt, der das trigonometrische Netz überwachte. Der Baurat Friedrich Bernhard Engelhardt leitete die Vermessungsarbeiten. Die Karte wurde von C. Jäck und anderen in Kupfer gestochen. 
Einzelne Aufnahmen der Landesteile hatte Friedrich der Große schon zuvor angeordnet. Es entstanden folgende Karten:
- Kriegskarte von Schlesien, aufgenommen durch v. Wrede 1746–1753
- Schlesien links der Oder, aufgenommen von Regler 1763–1770
- Schlesien rechts der Oder, aufgenommen von Hammer 1782–1784.
- Brandenburg, Pommern und Herzogtum Magdeburg, im Schmettauschen Kartenwerk 1767 bis 1787

Bei der Landesaufnahme wurde festgestellt, dass sich das Land in Nord-Süd- und Ost-West-Richtung um etwa 43 km bzw. 27 km weniger ausdehnte als zuvor angenommen. 